# Споровские болота
Споровские болота (бел. Спораўскія балоты) — один из крупнейших комплексов болот Европы.
Болота находятся в Брестской области в пойме реки Ясельды, шириной в 0,5-2 км по обе стороны русла. Это низинные болота с типичной флорой и фауной.
Споровские болота вместе с озером Споровским находятся на территории Споровского заказника, в котором обитает более ста видов птиц. 18 видов растений, 18 видов насекомых, 20 видов птиц и болотная черепаха, обитающие в Споровских болотах, занесены в Красную книгу Белоруссии. Два вида насекомых находятся также и в Европейской Красной книге.
Главная опасность экосистемы болот — изменение гидрологического режима Ясельды вследствие мелиоративных работ.